# Milena de Escalón
Carmen Elena Calderón Sol de Escalón, conocida como Milena de Escalón (Santa Ana, 1945), es una política y empresaria salvadoreña. Fue alcaldesa municipal de la ciudad de Santa Ana. Fue electa el 3 de marzo en las elecciones municipales para gobernar del periodo del 1 de mayo de 2018 al 1 de mayo de 2021.

## Vida política
Fue diputada propietaria de la Asamblea Legislativa desde 1991 hasta el 2018, en la que ha desempeñado múltiples cargos, desde miembro de la Junta Directiva hasta primera secretaria, Jefa de la Fracción Parlamentaria Arenera, Presidenta de la Comisión de Hacienda y Especial del Presupuesto, Miembro de la Comisión Política, Presidenta de la Comisión de Relaciones Exteriores.
Fue Presidenta de la Comisión Interparlamentaria y la Cuenca del Caribe de Asuntos Internacionales, Económicos, de Integración Nacional y de Paz, Período (2000 - 2006).
Fue Vicepresidenta de Organización del Partido Arena en el período (1995 - 2000).
Es Miembro Precursora de la Fundación para el Desarrollo, Paz, Progreso y Libertad –FUNDEPAL.
Delegada Titular de El Salvador ante la Comisión Interamericana de Mujeres (CIM) de la Organización de los Estados Americanos (OEA).
Fue Miembro del Comité Directivo de la Comisión Interamericana de Mujeres (CIM) de la Organización de los Estados Americanos (OEA) Período:2000-2002.
Miembro de Junta Directiva del Instituto Salvadoreño para el Desarrollo de la Mujer (ISDEMU)
Presidenta de la Escuela Interamericana Santa Ana.
Es miembro Fundadora de la Fundación municipal de San Salvador.
Fundadora honoraria de la Fundación para la Educación y el Desarrollo Empresarial Cooperativo (FUNDECCOOP)
Milena Calderon de Escalon, ha sido considerada en El Salvador como una mujer histórica y de gran valor, por sus frutos en la vida política, en los cuales recalcan la LEY PARA UNA VIDA INTEGRAL Y LIBRE CONTRA LA VIOLENCIA DE LA MUJER.
Además, se considera a Milena de Escalon como la primera mujer alcaldesa del municipio de Santa Ana, cargo que quedó plasmado en la historia de su ciudad, y que será recordado con gran honor.